# Donald Ethell

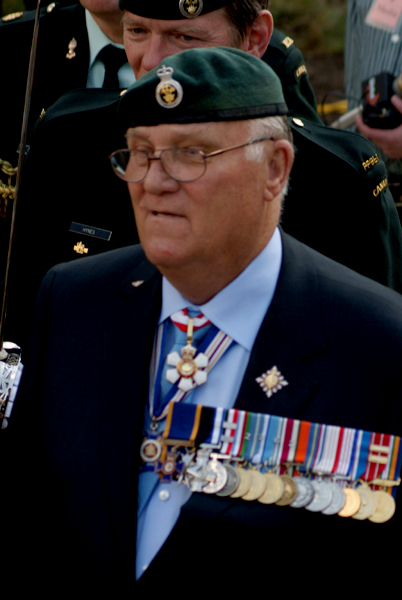
Donald Ethell

Donald Stewart Ethell, OC, AOE (* 23. Juli 1937 in Vancouver) ist ein ehemaliger kanadischer Offizier. Von 2010 bis 2015 war er Vizegouverneur der Provinz Alberta und repräsentierte als solcher das Staatsoberhaupt, Königin Elisabeth II., auf Provinzebene.

## Biografie
Ethell, der Sohn eines Marineoffiziers und einer Krankenschwester, wuchs in der Stadt Victoria auf. 1957 schloss er sich dem kanadischen Heer an, nachdem er aus disziplinarischen Gründen aus der Luftwaffe ausgeschlossen und von der Marine abgelehnt worden war. Von 1960 bis 1963 war er in Westdeutschland stationiert. Mit der Beförderung zum Obersten im Jahr 1972 begann seine Karriere als Berufsoffizier.
In den darauf folgenden Jahren nahm Ethell, der nun in Calgary lebte, an 14 Friedenssicherungsmissionen teil, unter anderem in Zypern, Libanon, Syrien, Jordanien, Ägypten, Israel, Mittelamerika und auf dem Balkan. Von 1987 bis 1990 koordinierte er als Direktor im Verteidigungsministerium in Ottawa die verschiedenen kanadischen Missionen im Rahmen der UNO. Dazu gehörten Einsätze in Afghanistan, Pakistan, Iran, Irak, Namibia und Mittelamerika. Während des Zweiten Golfkriegs war er Stabschef und stellvertretender Kommandant der internationalen Truppen und Beobachter. Anschließend war er bis 1993 Delegationsleiter der kanadischen Offiziere, die der European Union Monitoring Mission in Jugoslawien angehörten.
Nach seiner Pensionierung war Ethell für die CBC und andere Medien als Analyst tätig. Er engagierte sich zunehmend im humanitären Bereich und beriet CARE Canada beim Aufbau von fünf Flüchtlingslagern in Kenia und Somalia. Außerdem hatte er eine Beraterfunktion für UNO-Missionen in Haiti, Ruanda und Angola. Generalgouverneurin Michaëlle Jean vereidigte Ethell am 11. Mai 2010 als Vizegouverneur von Alberta. Dieses repräsentative Amt übte er bis zum 12. Juni 2015 aus.